# FK Bačka Bačka Palanka
FK Bačka és un club de futbol de Bačka Palanka, Sèrbia.